# BirdLife Suomi
BirdLife Suomi (BirdLife Finnland) ist die Dachorganisation von rund 30 regionaler ornithologischer Vereinigungen in Finnland. Ihre Ziele sind die Förderung des Vogelschutzes, der Vogelbeobachtung sowie die Unterstützung der wissenschaftlichen Arbeit im avifaunischen Bereich. Zudem arbeitet BirdLife am Schutz der Lebensräume für Vögel mit.
Die Organisation hat in Finnland über 18.000 Mitglieder. BirdLife Suomi ist der finnische Partner von BirdLife International.